# Casamaccioli
Casamaccioli (korsisch Casamacciuli) ist eine Gemeinde im französischen Département Haute-Corse auf der Insel Korsika. Sie gehört zum Kanton Golo-Morosaglia im Arrondissement Corte.

## Geografie
Casamaccioli liegt im korsischen Gebirge auf 700 Metern über dem Meeresspiegel. Nachbargemeinden sind
- Calacuccia im Norden und im Osten,
- Corte im Südosten und im Süden,
- Albertacce im Westen.

## Bevölkerungsentwicklung
| Jahr      | 1962 | 1968 | 1975 | 1982 | 1990 | 1999 | 2006 | 2012 |
| --------- | ---- | ---- | ---- | ---- | ---- | ---- | ---- | ---- |
| Einwohner | 304  | 285  | 172  | 140  | 91   | 100  | 95   | 98   |

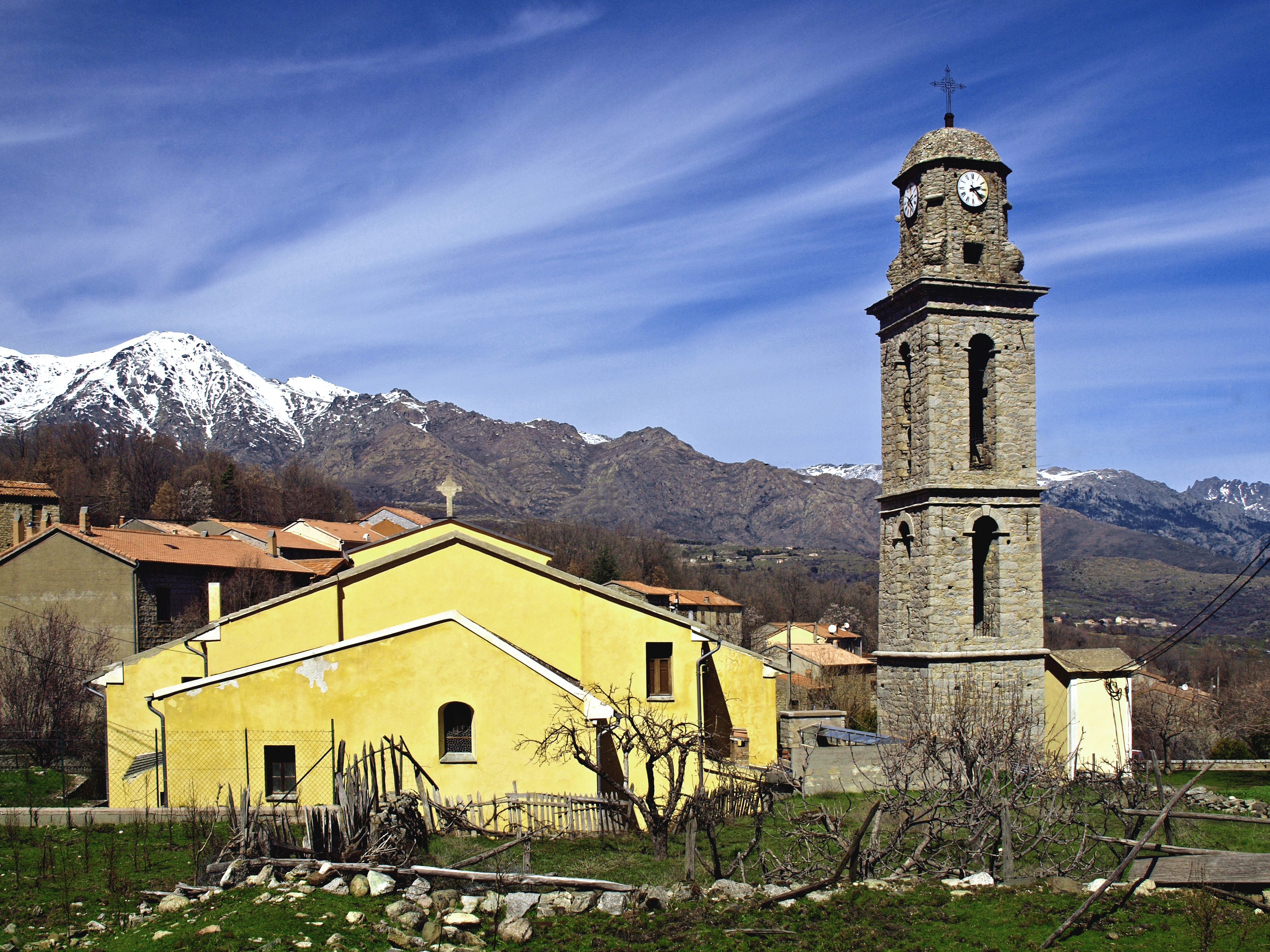
Geburtskirche (Église de la Nativité)
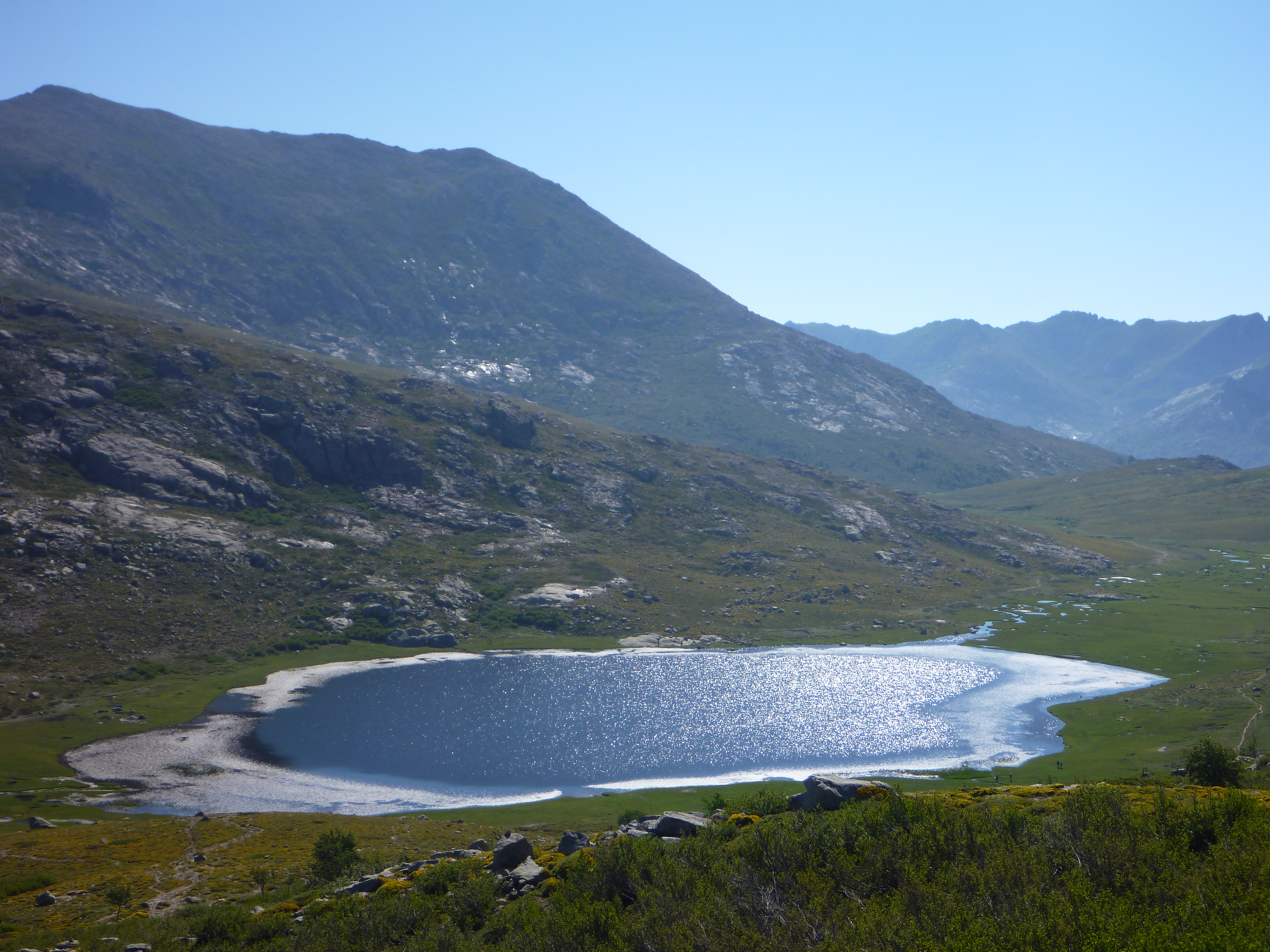
Bergsee Lac de Nino bei Casamaccioli

## Persönlichkeit
- Simon Sabiani (1888–1956), französischer Politiker und Kollaborateur